# دوري فيجي لكرة القدم
دوري فيجي لكرة القدم هو الدوري الوطني لكرة القدم في فيجي، .البطل الحالي هو نادي بي.